# 安德罗特岛
安德罗特岛是印度拉克沙群岛聯邦屬地中离大陆最近的一座岛屿。东距喀拉拉邦城市科钦293公里。面积4.90平方公里，2001年人口10,720人，居民多为穆斯林。捕鱼业重要，捕鱼量在拉克沙群岛中仅次于米尼科伊岛和阿格蒂岛。也出产椰壳纤维和干椰肉。

## 资料来源
- 拉克沙群岛官方主页上关于安德罗特岛的介绍 （页面存档备份，存于）